# Клан Леслі

Гребінь клану Леслі.

Герб вождів клану Леслі.

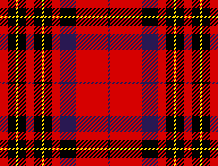
Тартан клану Леслі.

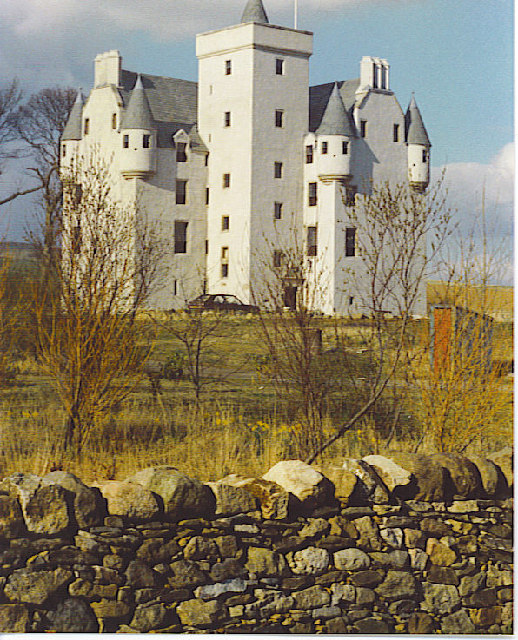
Замок Леслі — сучасний вигляд.

Клан Леслі (шотл. — Clan Leslie) — один з кланів рівнинної частини Шотландії — Лоуленду.
Гасло клану: Grip fast — Захоплюй швидко
Землі клану: Абердіиншир
Символ клану: рута
Вождь клану: Високоповажний Олександр Леслі — брат Джеймса Малкольма Девіда Леслі — ХХІІ граф Рохес, лорд Леслі
Резиденція вождя клану: Замок Вайтфілд-хаус (шотл. — Whitefield House) — замок Білого Поля
Історична резиденція вождів клану: Замок Леслі (шотл. — Leslie Castle)

## Історія клану Леслі

### Походження клану Леслі
Першим вождем клану Леслі вважається Олександр Леслі, що отримав посаду каштеляна замку Басс в Інверурі в 1080 році. Цю посаду йому дарував король Шотландії, його шурин.
Засновником клану Леслі був Бартольф, шляхтич з Угорщини, що оселився в Шотландії у 1067 році. Бартольф був у почті Едгарда Етелінга, брата святої Маргарити Шотландської, що стала дружиною короля Шотландії Малкольма III. Бартольф пізніше одружився з сестрою Малкольма ІІІ — принцесою Беатрікс.
Бартольф лишився в історії як людина виняткового інтелекту і хоробрості. Король Малкольм III дав йому посаду каштеляна королівського замку в Единбурзі, дарував йому в нагороду землі та маєтки в Файфі, Ангусі, Маерні та в Абердинширі. Кажуть, що Бартольф допоміг королеві подолати небезпечну річку на коні, сказавши при цьому, що в річки «влада швидка». Цей вислів став девізом клану Леслі.
Бартольф утвердився в землях Ґаріох, що в Абердинширі. Ці землі називались ще Лессілін У землях Лессілін Бартольф збудував замок і саме від цих земель клан отримав свою назву в різних варіантах. Свого сина Бартольф назвав Малкольм — на честь короля. Він став каштеляном королівського замку Інверурі в часи короля Шотландії Девіда II. Його правнук — сер Норман Леслі придбав землі Фішкілл у Файфі, що пізніше були названі землями Леслі у 1282 році.

### XIV—XV століття: Рохес та Балкугайн
Клан Леслі підтримав Роберта Брюса спершу в його боротьбі з кланом Комін, а потім і в боротьбі з англійським королем Едуардом I за незалежність Шотландії. За це король Роберт І Брюс нагородив його землями в Абердинширі. Клан Леслі брав участь у битві при Баннокберн. Сер Ендрю Леслі був одним з тих шотландських шляхтичів, що підписали Декларацію Арброат, в якій було проголошено незалежність Шотландії і відправили цю декларацію Папі Римському у 1320 році. Його онук — Волтер загинув під час битви під Харлоу в 1411 році разом зі своїми двоюрідними братами з гілки Балкугайн.
Лінія нинішнього вождя клану Леслі виникла з молодшої гілки клану, від якої пішли графи Рохес. У 1391 році сер Норман Леслі думав, що його єдиний син Девід Леслі загинув у хрестовому поході. І його маєтки та титули перейшли до його двоюрідного брата — сера Джорджа Леслі. Потім в 1398 році, після того, як Джордж Леслі оволодів замком і землями, Девід повернувся з хрестового походу і почав вимагати повернути йому його володіння. Клану вдалося вирішити питання мирним шляхом. Його онук — теж Джордж Леслі в 1445 році отримав титул лорда і став депутатом парламенті як лорд Леслі Левен. Всі його землі були об'єднані в баронство Баллінбрейх. У 1458 році він володів титулом граф Рохес.

### XVI століття
Під час англо-шотландські війн Джордж де Леслі був І графом Леслі. Його син — Джордж Леслі, ІІ граф Леслі та його онук загинули в битві під Флодден у 1513 році. III граф Леслі — теж Джордж Леслі здійснив кровну помсту щодо Девіда Бітона — кардинала та архієпископа Сент-Ендрюс. На суді він був виправданий.
Джордж Леслі, IV граф Рохес був одним з шотландських посланців під час шлюбу Марії Стюарт з королем Франції в 1558. Джордж разом з графом Касціллюс померли при загадкових обставинах. Вважається, що їх отруїли за відмову віддати корону Шотландії дофіну Франції.
Замок Феттернер, що став резиденцією ватажків гілок клану Леслі Балгугайн, Варда, Вархілл, включає в себе залишки палацу XIV століття, будинок єпископа Олександра Кінінмунда, що в 1320 році підготував проект декларації Арброт про незалежність Шотландії, що була відправлена Папі Іоану XXII в Авіньйон, заявивши, що шотландці ніколи не будуть підданими англійського короля. Включає в себе залишки більш давніх палаців та оборонних споруд, деякі з них віком не одне тисячоліття.
Джон Леслі — єпископ Росс народився в 1526 році. Він був найвідданішим прихильником Марії Стюарт, королеви Шотландії у буремному 1562 році. Також він брав участь у змові Рідольфі, за яку був ув'язненим у тюрмі лондонського Тауера. Це був той самий Джон Леслі, що написав для королеви знамениту книгу історії Шотландії. ІІ барон Варда отримав землі в Гаріох від короля Джеймса IV. Він був п'ять разів одружений. Від нього пішла лінія Леслі Вархілл — від його другого сина.

### XVII століття
У XVII столітті представники роду Леслі воювали у Німеччині, Франції, Швеції і Балтії як найманці.Олександр Леслі найнявся на службу до короля Швеції Густаву Адольфу, проявив себе чудовим командиром і полководцем, став відомим по всій Європі, отримав звання фельдмаршала. Олександр Леслі, І граф Левен воював на континенті, але потім, коли в Шотландії почалась громадянська війна, повернувся до Шотландії, щоб командувати армією ковенанторів. Він закріпився в замку Балгоні, який він помітно зміцнив і розширив. Олександр Леслі здобув велику перемогу над англійськими роялістами в битві при Ньюбурн у 1640 році.
Командувач ковенанторів Олександр Леслі, І граф Левен та Роберт Монро захопили замок Единбургу, в якому був гарнізон в тисячу чоловік.
У 1642 Олександр Леслі — І граф Левен відправився до Ірландії і разом з Робертом Монро (пом. 1680) на чолі шотландського армії. Вони були відправлені для придушення повстання ірландців за незалежність Ірландії. У 1644 році Олександр Леслі — І граф Левен командував шотландською армією, що розбила англійських роялістів у битві під Марстон-Мур у 1644 році. Ця битва була найбільшою під час громадянської війни на Британських островах і вирішальною. Результатом битви була перемога парламентської республіки і поразка короля Карла І.
Під час громадянської війни Девід Леслі,лорд Ньюарк командував армією шотландських ковенанторів, що розгромили шотландських роялістів в битві під Філіфау у 1645 році, якими командував Джеймс Грем, І маркіз Монтроз.
Замок Дунаверті був оплотом клану МакДональд. Під час громадянської війни він був обложений в 1647 році шотландськими прихильниками Олівера Кромвеля, яких очолював генерал Девід Леслі,лорд Ньюарк з клану Леслі. Клан МакДональд здався, але потім 300 полонених були вбиті. Замок був перетворений в руїни і називався з тих часів Скеля Крові.
Під час громадянської війни генерал Девід Леслі — лорд Ньюарк обложив гарнізон роялістів у замку Кінкардин. Замок належав вождю клану МакНаб. Клан МакНаб зрозумів, що їм не вдасться утримати замок. Вони вночі втекли з замку, але вождь клану МакНаб був схоплений і відправлений в Единбург. Там йому винесли смертний вирок. Але він втік і знову приєднався до роялістів і продовжив воювати. Девід Леслі успішно командував шотландськими військами Аргайлу і переміг у битві під Карбісдейл у 1650 році роялістів, якими командував Джеймс Грем — І маркіз Монтроз. Армія шотландських ковенанторів на чолі з Девідом Леслі була розбита армією шотландського парламенту, що була лояльна до Олівера Кромвеля в битві під Данбар у 1650 році.
Після того, як шотландські ковенантори були розбиті в битві під Данбар Девід Леслі був схоплений і кинутий за ґрати в Тауер в Лондоні і сидів там до реставрації монархії в 1660 році.
Вальтер Леслі (1607—1667) теж служив найманцем в Європі і брав участь у Тридцятилітній війні. Він став знаменитим після вбивства імператорського генералісимуса Валенштейна та його оточення в 1634 році. Він став фельдмаршалом та отримав титул графа.
Сер Олександр Леслі Авхінтоул був генералом російської армії і був губернатором Смоленська. Він став підданим російських імператорів — Олександром Ульяновичем Леслі, став російським поміщиком і володів маєтком Горчаково в Смоленській губернії. VII граф Рохес отримав титул герцога Рохес від короля Карла II у 1680 році.

### XVIII— ХХ століття
Джон Гамільтон-Леслі — ІХ граф Рохес був віце-адміралом Шотландії та губернатором королівського замку Стерлінг. Під час повстання якобітів у 1715 році він підтримав британський уряд і командував полком кавалерії в битві при Шеріффмуйр. Він продав велику частину маєтків клану, але замок Леслі-хаус, що недалеко від Файфу залишався резиденцією графів Рохес до 1926 року.

## Замки клану Леслі
- Замок Бас (шотл. — Bass Castle) — спочатку це був дерев'яний замок, збудований кланом Леслі в 1080—1085 роках. Залишки все ще можна побачити біля річки Урі в Інверурі біля стародавніх кельтських курганів.
- Замок Леслі (шотл. — Leslie Castle) — в Абердинширі, вежа і будинок XVII століття, стоїть на місці більш раннього укріплення. Там була фортеця в ХІ — ХІІ століттях, а можливо й раніше.
- Замок Леслі (шотл. — Leslie Castle) — в графстві Монахан, Ольстер, Ірландія. Побудований в XVII столітті, замок і навколишні 1000 акрів (4,0 км квадратних) нерухомості як і раніше належать клану Леслі, є ексклюзивний гостьовий будинок, кулінарна школа. У 2002 році сер Пол Маккартні одружився з Хізер Міллс в сімейній церкві поруч із замком.
- Замок Феттернер (шотл. — Fetternear Palace) — в Абердинширі, клан Леслі тут збудував башту та будинок у 1560 році. Замок перейшов до клану Аберкромбі у 1627 році, але пізніше замок повернувся до клану Леслі. Там вони отримали прапор Феттернер, що був прапором Братства Святої Крові.
- Замок Балкугайн (шотл. — Balquhain Castle) — в Абердинширі, був отриманий кланом Леслі в 1340 році, але був втрачений під час ворожнечі з кланом Форбс у 1526 році.
- Замок Балгоні (шотл. — Balgonie Castle) — був придбаний Олександром Леслі в 1635 році. * Замок Леслі-хаус (шотл. — Leslie House) — у Файфі. Клан володів ним до 1919 року, коли велика пожежа знищила більшу частину будинку і все що там було.
- Замок Кінінві (шотл. — Kininvie Castle) — в долині Спей біля земель Рохес. Клан отримав його у 1521 році. Зараз належить полковнику Девіду Леслі.
- Замок Лікліхед (шотл. — Lickleyhead Castle) — в Абердинширі, побудований близько 1450 року, досі належить клану Леслі, але навесні 2013 року він був виставлений на продаж.
- Замок Вархілл (шотл. — Warthill Castle) — в Абердинширі, отриманий кланом Леслі в 1518 році і досі належить клану.
- Замок Вардхаус (шотл. — Wardhouse Castle) — в Абердинширі, став власністю клану Леслі в XVI столітті, але пізніше перейшов до клану Гордона.
- Замок Рохі (шотл. — Rothie Castle) — належав лорду Рохес, гілці Кроуфорд-Леслі. Гілка вимерла, коли єдиний син-спадкоємець був убитий в битві при Анціо в Італії в 1944 році.